# Olympische Sommerspiele 1996/Teilnehmer (Tansania)
| Gelbes Symbol für Goldmedaillen mit stilisierten Olympischen Ringen | Graues Symbol für Silbermedaillen mit stilisierten Olympischen Ringen | Braundes Symbol für Bronzemedaillen mit stilisierten Olympischen Ringen |
| ------------------------------------------------------------------- | --------------------------------------------------------------------- | ----------------------------------------------------------------------- |
| —                                                                   | —                                                                     | —                                                                       |

Tansania nahm bei den Olympischen Sommerspielen 1996 in Atlanta zum achten Mal an Olympischen Sommerspielen teil. Die Mannschaft bestand aus sieben Teilnehmern, sechs Männern und einer Frau. Sie starteten in fünf Wettbewerben in zwei Sportarten und konnten dabei jedoch keine Medaille gewinnen. Jüngster Teilnehmer war der Leichtathlet Marko Hhawu mit 17 Jahren und 327 Tagen, der älteste war Julius Sumaye, der ebenfalls in der Leichtathletik startete, mit 31 Jahren und 327 Tagen. Während der Eröffnungsfeier am 19. Juli 1996 trug Ikaji Salum die Fahne Tansanias in das Olympiastadion.

## Teilnehmer
| Name                   | Alter | Geschlecht | Sportart       | Resultat(e)                               |
| ---------------------- | ----- | ---------- | -------------- | ----------------------------------------- |
| Marko Hhawu            | 17    | männlich   | Leichtathletik | Platz 12 über 10.000 Meter                |
| Restituta Joseph Kemi  | 24    | weiblich   | Leichtathletik | Platz 7 im vierten Vorlauf über 800 Meter |
| Rashi Ali Hadj Matumla | 28    | männlich   | Boxen          | Platz 17 im Leicht-Weltergewicht          |
| Hassan Mzonge          | 24    | männlich   | Boxen          | Platz 17 im Weltergewicht                 |
| Simon Qamunga          | 28    | männlich   | Leichtathletik | Platz 92 im Marathon                      |
| Ikaji Salum            | 29    | männlich   | Leichtathletik | Platz 69 im Marathon                      |
| Julius Sumaye          | 31    | männlich   | Leichtathletik | Marathon                                  |